# His Ward's Love
His Ward's Love er en amerikansk stumfilm fra 1909 af D. W. Griffith.

## Medvirkende
- Arthur V. Johnson som Howson
- Florence Lawrence
- Owen Moore som Winthrop
- Linda Arvidson